# André Ouellet
Pour les articles homonymes, voir Ouellet.
André Ouellet (Saint-Pascal, 6 avril 1939 - ) est un homme politique canadien et avocat.

## Biographie

### Début
Fils unique de Rita Turgeon (1913-2011) et d'Albert Ouellet, médecin de Saint-Pascal dans la municipalité régionale de comté (MRC) de Kamouraska, il termine ses études à l'Université d'Ottawa et à l'Université de Sherbrooke, en droit.  Il est alors président de l'association locale des étudiants et vice-président de la Fédération nationale des étudiants canadiens.
Le 17 juillet 1965, il épouse Édith Pagé de Charlesbourg et père de Sonia, Jean, Olga et Pierre Ouellet.
Son oncle Marcel Turgeon (époux de Marthe Fortier) était président de Turgeon et (Roland) Jobin, importante magasinde vente de matériaux électriques qui était localisée rue Montmagny à Québec. Son cousin est Jean Turgeon fondateur des Violons du Roy. Roland Jobin est décédé en 1967. 
Marcel Turgeon avait été trésorier de l'Union nationale.

#### Études
Après ses études en droit, il entre en politique à l'été 1964. De 1964 à 1967, André Ouellet est un adjoint du ministre Guy Favreau qui, le 17 avril 1967, est nommé juge à la Cour supérieure du Québec et qui donc démissionne comme député de la circonscription de Papineau (Montréal).

### Carrière politique
André Ouellet se présente alors comme successeur de Guy Favreau, sous la bannière libérale, et est élu député de cette circonscription de Papineau aux élections partielles du 29 mai 1967. C'est Jean Marchand qui décide que Ouellet se présente à cette élection. Il y est réélu à chaque élection et représente Papineau jusqu'au 24 janvier 1996.
Il fait déjà à ce moment partie du cercle des proches de Jean Marchand dont il devient connseiller spécial en 1967. C'est à l'été 1964 qu'il rencontre Louis Duclos qui fait alors son entrée aux Affaires étrangères.
Sous le premier gouvernement Trudeau, André Ouellet est Président du caucus des députés libéraux du Québec en 1968. Il est assisté du vice-président Warren-Allmand, Prosper Boulanger, et de Fernand Leblanc. En 1968 il est aussi vice-président du Comité de justice. Il représente aussi l'exécutif de l'aile québécoise au sein du Parti libéral du Canada. Il est nommé secrétaire parlementaire du secrétaire d'État aux Affaires extérieures du 1er octobre 1970 au 12 août 1971 et secrétaire parlementaire du ministre de la Santé et du Bien-Être social du 13 août 1971 au 1er septembre 1972.
Il entre dans le cabinet Trudeau le 27 novembre 1972 et exerce tour à tour ou concurremment diverses fonctions ministérielles:
- ministre des Postes, du 27 novembre 1972 au 7 août 1974;
- ministre de la Consommation et des Corporations, du 8 août 1974 au 15 mars 1976;
- ministre d'État chargé des Affaires urbaines, du 3 novembre 1976 au 31 mars 1979;
- ministre intérimaire du Travail, du 8 septembre 1978 au 23 novembre 1978;
- ministre des Travaux publics, du 24 novembre 1978 au 3 juin 1979.

Du 4 juin 1979 au 2 mars 1980, les Libéraux sont dans l'opposition.
Sous le deuxième gouvernement Trudeau, Ouellet est :
- ministre de la Consommation et des Corporations, du 3 mars 1980 au 11 août 1983;
- ministre des Postes, du 3 mars 1980 au 15 octobre 1981;
- ministre du Travail, le 12 août 1983 au 29 juin 1984;
- ministre d'État chargé du Développement économique et régional, du 30 juin 1984 au 1er septembre 1984;
- président du Conseil privé, du 30 juin 1984 au 16 septembre 1984;
- ministre du Travail, du 30 juin 1984 au 16 septembre 1984.

De 1984 à 1993, il est successivement porte-parole de l'opposition en matière de Transport, 1984-1988, en matière d'Affaires extérieures, 1988-1990, et des Relations fédérales-provinciales, 1990-1993; il siège à tous les comités relatifs à la Constitution : comité parlementaire sur l'accord du lac Meech en 1987, comité Charest en 1990, commission Bélanger-Campeau, 1990-1991, comités Beaudoin-Edwards et Beaudoin-Dobbie, 1991-1992, et comité du Oui de l'accord de Charlottetown en 1992.
Parallèlement à ses fonctions ministérielles et à celles de porte-parole de l'opposition, André Ouellet exerce des fonctions importantes à l'intérieur du Parti libéral du Canada. Il est organisateur en chef du Parti libéral du Canada section Québec de 1977 à 1984, organisateur pour le Québec de la campagne à la direction de John Turner en 1984 et coprésident de la campagne nationale lors des élections de 1988 et de 1993.
Sous le gouvernement Chrétien, il est : 
- secrétaire d'État aux Affaires extérieures, du 4 novembre 1993 au 12 mai 1995;
- ministre des Affaires étrangères, du 13 mai 1995 au 24 janvier 1996;
- ministre responsable de la Francophonie, du 4 novembre 1993 au 12 mai 1995;
- ministre responsable de la Francophonie, du 13 mai 1995 au 24 janvier 1996;
- ministre politique du Québec, de novembre 1993 au 24 janvier 1996 — à ce titre, il participe au Comité du Non lors du référendum québécois de 1995.

#### Ministre des Postes
Durant ses 28 ans comme député fédéral (de 1967 à 1996), il remplit les fonctions de ministre des Postes du Canada à deux occasions, de 1972 à 1974 et de 1980 à 1981. André Ouellet joue un rôle prépondérant dans l'adoption de la loi qui transforme le ministère des Postes en société de la Couronne, par le Parlement, le 16 octobre 1981. Il quitte la vie politique le 24 janvier 1996 et devient, le 25 janvier 1996, le président de la Société canadienne des postes, puis le président-directeur général intérimaire le 1er janvier 1999, et le PDG en titre le 18 novembre 1999.

### Après la politique

#### Suspension
Il est suspendu avec salaire le 24 février 2004, soit deux semaines après la publication du rapport de la vérificatrice générale, Sheila Fraser, sur le scandale des commandites, qui implique Postes Canada. Le 29 juillet 2004, un rapport de vérification de la firme Deloitte Touche indique que, de 1996 à 2003, André Ouellet avait omis de présenter des pièces justificatives en se faisant rembourser des dépenses de voyage et d'hébergement oscillant entre 127 000 $ et 327 000 $ par année. De plus, selon le rapport commandé dans la foulée du scandale des commandites, le pdg des Postes serait intervenu à maintes reprises dans l'attribution de contrats totalisant 35 millions $. Lors de la même période, M. Ouellet aurait aussi demandé à ses subalternes de trouver du travail à plus de 80 personnes prédéterminées par lui.

#### Retraite
Il démissionne de la Société des postes le 12 août 2004,.

#### Poursuivant
Néanmoins, le 4 août 2006, en Cour supérieure de l'Ontario, il dépose une poursuite en justice contre le gouvernement du Canada, réclamant 3,2 millions $ pour rupture de contrat,, soit : une indemnité de départ de 416 000 $, qui lui avait été refusée lorsqu'il a démissionné en 2004, ainsi qu'une série de dédommagements pour perte de salaire et dommages punitifs.

## Archives
Il y a un fonds d'archives André Ouellet à Bibliothèque et Archives Canada. 